# Alfasönderfall

Alfasönderfall innebär att den radioaktiva kärnan avger en alfapartikel.

Alfasönderfall, även α-sönderfall, är inom kärnfysiken ett radioaktivt sönderfall som innebär att en atomkärna sönderfaller genom att avge en alfapartikel, det vill säga en helium-4-kärna bestående av två protoner och två neutroner. Som regel hamnar dotterkärnan i ett exciterat tillstånd och avger därför omgående gammastrålning.
Den bakomliggande mekanismen till alfasönderfall kan förklaras med en kvantmekanisk modell, baserad på en potentialbarriär som alfapartikeln inne i kärnan regelbundet försöker att penetrera. Trots att alfapartikeln enligt klassisk fysik saknar tillräckligt med energi för att ta sig igenom barriären, kan den göra det på grund av det kvantmekaniska fenomenet tunneleffekt. Sannolikheten för att detta ska ske är mycket liten, men dock existerande, vilket innebär att alfapartikeln efter tillräckligt lång tid kommer att kunna ta sig igenom potentialbarriären och ge upphov till ett sönderfall.
Att alfasönderfall är vanligt bland atomkärnor beror på att alfapartiklarna är väldigt stabila och starkt bundna system, med en liten massa i förhållande till massan hos de fyra ingående nukleonerna. De avges framför allt när det är gynnsamt för atomkärnan att avge en lätt produkt men med en stor frigjord energi.

## Historia

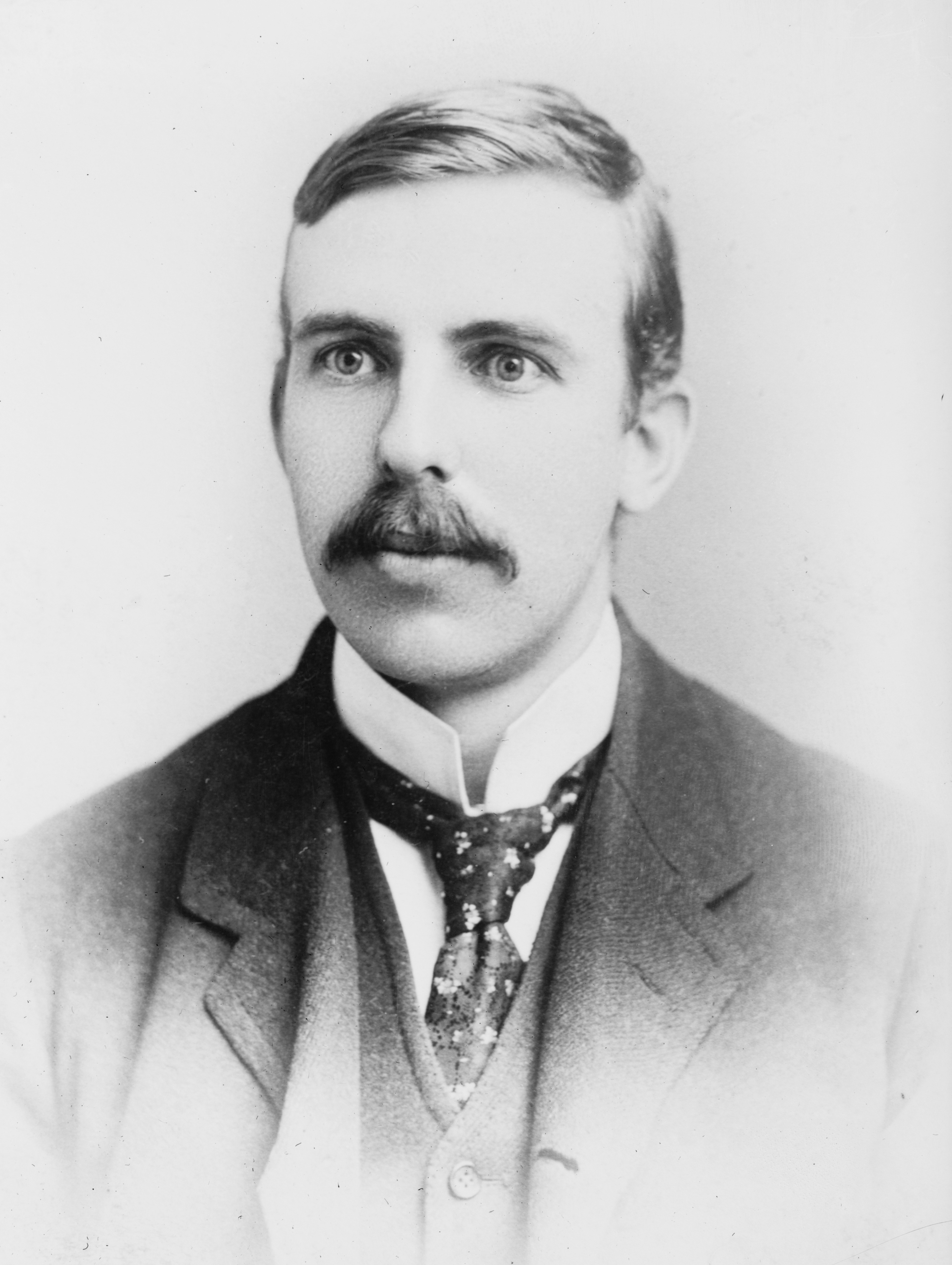
Ernest Rutherford.

Alfapartiklar beskrevs för första gången i en undersökning om radioaktivitet utförd av Ernest Rutherford under 1899, och 1907 identifierades de som He2+-joner. För sina upptäckter tilldelades Rutherford Nobelpriset i kemi 1908.
År 1928 lyckades George Gamow skapa en teori, baserad på tunnling, för att beskriva den bakomliggande mekanismen till alfasönderfall. Denna teori baserar sig på att alfapartikeln är fångad i en potentialgrop skapad av atomkärnan. Enligt klassisk fysik kan alfapartikeln inte ta sig ur denna potentialgrop, men enligt de då nyupptäckta kvantmekaniska principerna finns det en liten, men dock existerande, sannolikhet för att alfapartikeln ska tunnla igenom potentialbarriären, frigöra sig från kärnan och därigenom ge upphov till ett sönderfall. Gamow löste även en modellpotential för kärnan och kunde på så sätt härleda ett samband mellan alfasönderfallets halveringstid och alfastrålningens energi, vilket tidigare hade blivit empiriskt fastlagt och beskrivits med Geiger–Nuttalls lag.

## Karaktäristiska egenskaper

### Sönderfallsprocessen
Vid ett alfasönderfall bevaras det totala proton- respektive neutronantalet. Eftersom alfapartikeln består av två protoner och två neutroner, innebär det att den radioaktiva kärnan minskar med fyra i masstal och två i atomnummer. Restprodukterna är således två helt nya grundämnen, skilda från det ursprungliga.
Ett exempel på ett alfasönderfall är U-238 som sönderfaller till Th-234 enligt
23892U → 23490Th + α

### Energifördelning
Under ett alfasönderfall bevaras den totala relativistiska energin och rörelsemängden. Under sönderfallet kan kärnenergi frigöras eller upptas i form av en massändring. Hur mycket kärnenergin förändras avgörs av Q-värdet, som beräknas utifrån hur mycket energi massdifferensen mellan före och efter sönderfallet utgör med hjälp av den berömda fysikaliska formeln E = mc². För det specifika exemplet ovan med sönderfallande uran blir Q-värdet följande:
{\displaystyle Q=(m_{f}-m_{e})c^{2}=(m_{U}-m_{Th}-m_{\alpha })c^{2}={\text{+4,3 MeV}}}

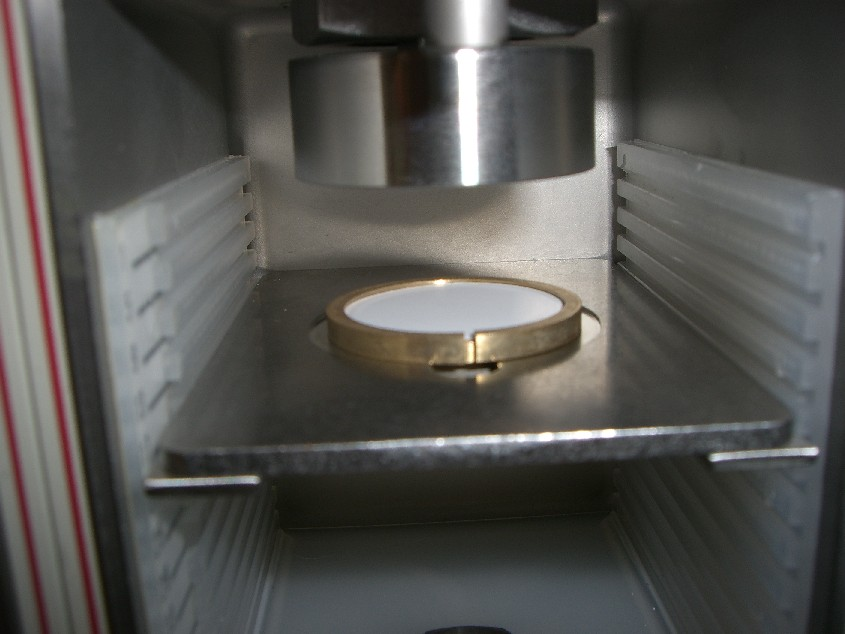
Ett radioaktivt α-preparat under en detektor.

För att sönderfallet ska vara spontant krävs att Q-värdet är positivt, det vill säga att sönderfallet medför en massminskning och därmed en frigörelse av kärnenergi i form av kinetisk energi. Eftersom både energin och rörelsemängden bevaras, samtidigt som sönderfallet endast består av två partiklar, är partiklarnas energifördelning entydigt bestämda för givna värden för den radioaktiva kärnans kinetiska och potentiella energi. För ett specifikt alfasönderfall, har således alla alfapartiklar samma karaktäristiska energi, vilket är en fundamental skillnad gentemot betasönderfall.
Den potentiella energi som frigörs i form av kinetisk energi i samband med ett alfasönderfall fördelas mellan dotterkärnan och alfapartikeln på så sätt att rörelsemängden bevaras. Eftersom den frigjorda energin är betydligt mindre än partiklarnas potentiella energi, kan icke-relativistisk kinematik tillämpas. Om den sönderfallande kärnan är i vila från början kommer alfapartikeln att få den karaktäristiska kinetiska energin:
{\displaystyle T_{\alpha }={\frac {Q}{(1+{\frac {m_{\alpha }}{m_{Th}}})}}}
Normalt bär alfapartikeln på cirka 98 procent av energin som frigörs vid alfasönderfall, medan dotterkärnan (på grund av sin betydligt större massa) bär på endast 2 procent. Även om dotterkärnan bär på en liten andel av den frigjorda energin, är denna energi vanligtvis tillräckligt stor för att bryta dotterkärnans kemiska bindningar med omgivning. Ifall dotterkärnan ligger nära det radioaktiva ämnets yta kan detta innebära att den frigörs och sprids till omgivningen. Om dotterkärnan är radioaktiv i sig, innebär detta en spridning av radioaktiva ämnen till omgivningen. Den låga energin och den stora massan gör dock att dotterkärnan endast sprids korta avstånd.

### Geiger-Nuttals lag
Redan 1911 lyckades Hans Geiger och John Mitchell Nuttall finna ett samband mellan halveringstiden för alfasönderfall och energin hos alfapartikeln. Det dröjde dock ända till 1928 innan George Gamow kunde förklara sambandet med en fysikalisk modell baserad på partikeln i lådan. Geiger-Nuttals lag beskriver hur halveringstiden blir längre, ju lägre energi den avgivna alfapartikeln får. Lagen beskrivs enligt följande samband där {\displaystyle \lambda } är sönderfallskonstanten, {\displaystyle Z} är atomnumret, {\displaystyle E} är den totala kinetiska energin medan {\displaystyle a_{1}} och {\displaystyle a_{2}} är konstanter.
{\displaystyle \ln \lambda =-a_{1}{\frac {Z}{\sqrt {E}}}+a_{2}}
Lagen beskriver bäst atomkärnor med jämnt atomnummer {\displaystyle Z} och jämnt masstal {\displaystyle N}, men även andra typer av atomkärnor följer lagen, dock inte lika tydligt. Sambandet visar att halveringstiden är exponentiellt beroende av sönderfallsenergin, så att väldigt stora skillnader i halveringstid uppkommer på grund av mycket små förändringar i sönderfallsenergin, och därmed alfapartikelns energi. I praktiken innebär detta att halveringstiden för alfasönderfallande isotoper sträcker sig över många storleksordningar, trots att den frigjorda energin endast varierar marginellt mellan isotoperna.

### Mekanismen bakom sönderfallet

Skiss över den potential som alfapartikeln påverkas av.

Till skillnad från betasönderfall består den grundläggande interaktionen bakom alfasönderfall av en balans mellan den elektromagnetiska kraften och den starka växelverkan. Alfasönderfall är resultatet av Coulombrepulsion mellan alfapartikeln och den resterande kärnan, som båda har en positiv elektrisk laddning, men som hålls samman av den starka växelverkan. I klassisk fysik har alfapartikeln inte tillräckligt med energi för att ta sig igenom den potentialbarriär som uppstår på grund av den starka växelverkan inne i kärnan. 
Emellertid gör tunneleffekten det möjligt för alfapartikeln att penetrera barriären trots att den inte har tillräckligt med energi för att övervinna kärnkraften. Detta beror på materians vågegenskaper, som tillåter alfapartikeln att tillbringa en del av sin tid i en region så långt från kärnan att potentialen från den repulsiva elektromagnetiska kraften kan kompensera attraktionen på grund av kärnkraften fullt ut. Ur denna synvinkel kan alfapartikeln ta sig ur potentialgropen och enligt kvantmekaniken kommer den, efter tillräckligt lång tid, också att göra det.
Potentialen som alfapartikeln påverkas av kan approximeras med följande potential, där {\displaystyle V_{0}} och {\displaystyle a} är konstanter, {\displaystyle q} och {\displaystyle Q} är alfapartikelns och dotterkärnans elektriska laddningar, medan {\displaystyle r} är avståndet mellan kärnan och alfapartikeln:
{\displaystyle V(r)={\begin{cases}-V_{0}\qquad 0\leq r<a\\{\frac {qQ}{4\pi \epsilon _{0}r}}\ \quad a<r\end{cases}}}
Denna potential tar hänsyn till å ena sidan den starka växelverkans påverkan på alfapartikeln när den befinner sig nära kärnan, å andra sidan (den mot inversa avståndet proportionella) Coulombpotentialen för alfapartikeln när den befinner sig långt ifrån kärnan. Däremot tar denna potential inte hänsyn till den starka växelverkans repulsiva effekt på alfapartikeln när den befinner sig mycket nära kärnan. Barriärens maximala höjd är 
{\displaystyle V(a)={\frac {1}{4\pi \epsilon _{0}}}{\frac {qQ}{a}}{\overset {\underset {\mathrm {def} }{}}{=}}B}.
För ett visst {\displaystyle b} gäller då att {\displaystyle V(b)=Q}, det vill säga detta är den punkt närmast utanför kärnan som alfapartikeln kan befinna sig i enligt klassisk fysik. Enligt klassisk fysik kan den inte befinna sig i området {\displaystyle a<r<b}, eftersom den inte har tillräckligt med energi för detta. Därför skulle alfapartikeln, enligt klassisk fysik, inte kunna ta sig ur potentialgropen {\displaystyle V(0\leq r<a)}.
Enligt kvantmekaniken finns det dock en liten sannolikhet för tunneleffekt. Denna sannolikhet är dock så liten att det krävs i snitt 1038 försök innan en alfapartikel kan disintegrera från U-238. Eftersom alfapartikeln kolliderar med potentialbarriären med frekvensen 1021 träffar per sekund, tar det i snitt cirka 109 år (en miljard år) innan sönderfallet äger rum. Om {\displaystyle f} betecknar frekvensen som alfapartikeln kolliderar med potentialbarriären, {\displaystyle P} sannolikheten för att alfapartikeln ska penetrera barriären och {\displaystyle \lambda } sönderfallskonstanten fås sambandet:
{\displaystyle \lambda =fP}

#### Härledning av Geiger-Nuttals lag
Med hjälp av den ovannämnda potentialen kan ett samband mellan sönderfallskonstanten och den frigjorda energin erhållas. Detta sker genom att den barriär {\displaystyle V(0\leq r<a)} som alfapartikeln måste penetrera approximeras med rektangulära potentialer som är infinitesimalt smala. Varje sådan potential har höjden {\displaystyle V(r)={\frac {qQ}{4\pi \epsilon _{0}r}}} och bredden {\displaystyle dr}. Sannolikheten {\displaystyle dP} för att alfapartikeln ska penetrera en sådan barriär från {\displaystyle r} till {\displaystyle r+dr} blir då i enlighet med partikeln i lådan:
{\displaystyle dP=e^{-2dr{\sqrt {{\frac {2m}{\hbar ^{2}}}(V(r)-Q)}}}}
Genom integrering kan den totala sannolikheten för penetration erhållas:
{\displaystyle P=e^{-2G}}
där {\displaystyle G} är den så kallade Gamowfaktorn:
{\displaystyle G={\sqrt {\frac {2m}{\hbar ^{2}}}}\int \limits _{a}^{b}{\sqrt {V(r)-Q}}\,dr={\sqrt {\frac {2m}{\hbar ^{2}Q}}}{\frac {qQ}{4\pi \epsilon _{0}}}\left(\arccos {\sqrt {\frac {Q}{B}}}-{\sqrt {{\frac {Q}{B}}(1-{\frac {Q}{B}})}}\right)}
Med lämpliga approximationer av arccos och roten ur blir sambandet mellan halveringstiden {\displaystyle t_{\text{1/2}}} och den frigjorda energin {\displaystyle Q}:
{\displaystyle t_{\text{1/2}}={\frac {\ln 2}{\lambda }}=\ln 2{\frac {a}{c}}{\sqrt {\frac {mc^{2}}{2(V_{0}+Q)}}}e^{2{\sqrt {\frac {2mc^{2}}{(\hbar c)^{2}Q}}}{\frac {qQ}{4\pi \epsilon _{0}}}\left({\frac {\pi }{2}}-2{\sqrt {\frac {Q}{B}}}\right)}}

#### Jämförelse med empiriska data
Det erhållna sambandet kan användas för att bestämma exempelvis halveringstiden för alfasönderfall hos toriumisotoper. Även om modellen inte helt stämmer överens med empiriska data, beskriver den trenden med avtagande halveringstid med ökande frigjord energi. Orsaken till att modellen och de empiriska data inte stämmer helt överens, beror på att modellen inte tar hänsyn till Fermis gyllene regel eller effekter så som att en tung atomkärna inte är sfärisk, utan deformerad.
| Masstal A | Q (MeV) | Empirisk t1/2 (s) | Uppskattad t1/2 (s) |
| --------- | ------- | ----------------- | ------------------- |
| 220       | 8,95    | 10−5              | 3,3·10−7            |
| 222       | 8,13    | 2,8·10−3          | 6,3·10−5            |
| 224       | 7,31    | 1,04              | 3,3·10−2            |
| 226       | 6,45    | 1854              | 6,0·101             |
| 228       | 5,52    | 6,0·107           | 2,4·106             |
| 230       | 4,77    | 2,5·1012          | 1,0·1011            |
| 232       | 4,08    | 4,4·1017          | 2,6·1016            |

### Alfastrålning

Braggkurva för alfastrålning. Den visar bromsförmågan som funktion av sträckan.

Alfasönderfall ger upphov till alfastrålning, som är en typ av joniserande strålning och består av 42He2+. På grund av alfapartikelns förhållandevis stora massa och låga energi, stoppas alfastrålningen enkelt av till exempel luft, ett pappersark eller det yttersta hudlagret. Alfastrålning medför därför normalt inte några hälsorisker för människor, så länge det radioaktiva preparatet inte förtärs eller dosen är stor.
När alfastrålningen passerar genom materia interagerar den genom kollisioner med främst materialets elektroner, vilket ger upphov till Coulombspridning. Alfapartiklarna förlorar vid varje kollision en liten del av sin energi; det krävs därför många, tusenstals kollisioner innan en alfapartikel har förlorat all sin kinetiska energi. Vid dessa kollisioner kan materialets atomer exciteras och joniseras. Detta kan i sin tur ge upphov till andra typer av strålning, till exempel röntgenstrålning och Augerelektroner. Eftersom alfapartikeln är betydligt tyngre än en elektron, sprids den förhållandevis lite; istället går den i princip längs med en rak linje så länge dess energi inte är väldigt låg. Till en början förlorar alfapartikeln därför ungefär samma mängd energi per längdenhet. När dess kinetiska energi blir liten, kommer alfapartikeln dock att spridas mer och den rör sig då inte längre längs med en rak linje. Alfapartikelns interaktion med elektronerna blir då större per längdenhet, och därmed blir bromsförmågan större. På grund av Coulombkraftens oändliga räckvidd, interagerar en alfapartikel med många elektroner samtidigt. Efter en väldefinierad räckvidd kommer alfapartiklarna i genomsnitt att ha förlorat sin kinetiska energi. Räckviddens längd beror bland annat på materialet och alfapartikelns energi.
Alfastrålning kan användas för bland annat alfaspektroskopi, som möjliggör experiment av atomkärnans struktur.

## Tillämpningar och risker
Alfastrålning stoppas mycket lätt av de flesta material och går inte genom människans hud. Strålningen är dock farligare än andra typer av joniserande strålning i fråga om att påverka celler och till exempel framkalla cancer. Eftersom strålningen stoppas lätt är alfasönderfallet bara farligt om det sker inne i kroppen, till exempel efter att ha inandats, ätit eller druckit ett alfasönderfallande ämne. Alfapartiklarna är i samma storleksordning som DNA-molekylens delar och kan lätt interagera med dem på grund av sin laddning. Samtidigt har de större massa och rör sig långsammare än de flesta andra typer av joniserande strålning, vilket ökar sannolikheten att de ska orsaka skador på DNA-molekylen och ge upphov till cancer. Elektroner och neutroner, vilka är de andra huvudsakliga typerna av partiklar som utsänds vid radioaktivt sönderfall, har inte dessa egenskaper. Ett extremfall vid intag av en alfastrålare är ryssen Aleksandr Litvinenko som 2006 dog av strålskador orsakade av polonium.
Alfasönderfallande preparat används för att erhålla alfastrålning, som kan användas för bland annat alfaspektroskopi.